# 北华街道
北华街道是中国黑龙江省齐齐哈尔市建华区下辖的一个街道，2021年11月2日，《齐齐哈尔市人民政府关于同意建华区设立溪畔、北华街道并调整部分街道行政区划的批复》批准设立北华街道，街道办事处驻地设在龙建社区，行政区域范围为原建华区直辖地域。